# Abraham Saba
Abraham Saba fue un predicador en Castilla, donde nació a mediados del siglo XV. Fue discípulo de Isaac de León. En la época de la expulsión de los judíos de España se refugió en Portugal, país en el que encontró más infortunios, a poco tiempo de haberse asentado en Oporto el rey Manuel ordenó la expulsión de los judíos de Portugal; los niños judíos fueron convertidos al cristianismo y los libros hebreos fueron quemados (24 de diciembre de 1496). Los dos hijos de Saba le fueron arrebatados a su padre forzosamente, y él tuvo que escapar de Oporto, dejando atrás sus libros y logrando salvar sólo sus propios manuscritos. Fue a Lisboa, pero antes de llegar le avisaron que el rey había ordenado matar a todo judío que conservase libros hebreos o se les encontrase tefilínes (filacterias). Saba escondió sus obras y sus tefilínes debajo de un olivo y entró en la ciudad. Cuando quiso irse de Lisboa intentó recuperar estos tesoros escondidos, pero fue descubierto por los guardias reales y encarcelado y luego de seis meses de prisión fue expulsado del país. Se dirigió a Fez, Marruecos, donde vivió por diez años. Apenas llegar, se sintió enfermo, las privaciones y los sufrimientos afectaron su salud. Cuando se recuperó se dedicó a reescribir toda su obra, cuyos manuscritos había perdido en Portugal: (1) "Eshkol ha-Kofer" (Racimo de Alheñas), un comentario a los libros de Ruth y Esther, (2) "Ẓerorha-Ḥayyim" (Manojo de vida), comentarios al Cantar de los Cantares y al tratado de Berakot, "Ẓeror ha-Mor" (Ramo de mirra), comentario al Pentateuco, incluyendo interpretaciones de acuerdo al sentido ordinario y al sentido místico de El Zohar, (4) "Ẓeror ha-Kesef" (Un puñado de plata), decisiones legales (comparar "Monatsschrift," 1853, pp. 246, 247, y Leyden Catalogue, pp. 94, 96). Un manuscrito al Libro de Job estuvo en la biblioteca de Jellinek. Saba escribió también un comentario Pirket Abot (La Ética de los padres) mencionado en su comentario al Génesis, pp. 3 y 5.
Según Azulai ("Shem ha-Gedolim"), que leyó la anécdota en el libro titulado "Dibre Yosef," en un viaje de Fez a Verona, Saba se enfermó en el barco en medio del océano durante una tormenta. El capitán, incapaz de controlar la nave, había perdido toda esperanza e imploró al rabino Abraham que rezara por asistencia divina. Abraham estipuló que, en caso de que él falleciera, su cuerpo debía ser entregado a la comunidad judía de Verona, y entonces rezó por la seguridad del barco. Su oración fue escuchada, y la tormenta amainó y pudieron desembarcar sano y salvo. Dos días después Abraham falleció, y el capitán, manteniendo su promesa, llevó el cuerpo a Verona, donde fue enterrado con grandes honores.
Abraham no debe confundirse con R. Abraham Saba de Adrianapolis, a quien se menciona en la response de R. Elijah Mizrahi, No. 52.